# Патуљасти орао
Патуљасти орао (лат. Hieraaetus pennatus) птица је селица из реда орлова и јастребова. Научни назив ове врсте је састављен из двеју речи. Име рода Hieraaetus води порекло од старогрчких речи hierax која означава птицу грабљивицу из породице јастребова и aetos што значи орао. Назив врсте pennatus потиче од латинске речи penna што значи перо, па би овај придев значио пернат. Према Црвеној књизи фауне Србије III - Птице, ово је угрожена врста.

## Опис
Дужина тела од врха репа до врха кљуна је од 42 до 51 центиметара, а распон крила је између 110 и 135 центиметара. Као и код свих птица грабљивица, женка патуљастог орла је крупнија од мужјака и тежи од 840 до 1250 грама, док маса мужјака варира у опсегу од 510 до 770 грама. Сличне је величине и облика као мишар само има масивнији карпални зглоб и један „прст” више (шест уместо пет) што само крило чини ширим од крила мишара. Под појмом „прст” се подразумевају изражена примарна летна пера која се лепо виде када птица лети и подсећају на прсте човека. Иако је ситнији од осталих орлова, лет му је прилично „орловски”: праволинијски са обично већом брзином, а и једри дуже. Реп је са оштрим ивицама које су плитко удубљене ка средини. Постоје две морфе патуљастог орла: светла — код које је цео доњи део тела светао осим груди и појаса око очију који су смеђи. Покровна пера поткрила су такође бледа док су летна пера скоро потпуно тамна до црна стварајући упадљив контраст. Три унутрашња летна пера су светлија и граде такозване „клинове” у црном крилу, и тамна — код које су цео доњи део тела и поткрило потпуно обојени различитим нијансама смеђе, понекад и риђе боје. Такође, ове морфе нису строго ограничене, па постоје различите варијације и одступања. Око 75% јединки поред горенаведених карактеристика имају и карактеристичне две беле флеке на раменима, обично видљиве када птица лети ка посматрачу. У изузетним случајевима тe белe флекe се могу видети и код осичара код кога нису чисто беле и јасне. Гледан одозго и раширених крила, на смеђим леђима има светла хоризонтална широка поље дифузних ивица које се наставља на крила. Покровна пера надрепка су такође светла код обеју морфи. Прилично је вокалан у сезони парења.

## Распрострањеност и станиште
Настањује источну Европу, Пиринејско полуострво, делове Мале Азије, централну Азију и северну и јужну Африку. Селица је. Зиму проводи у Подсахарској Африци и јужним деловима Азије, док поједини примерци остају током зиме у зони Медитерана. Најчешће се гнезди у мозаичним пределима у равници и побрђу где се смењују комплекси листопадних и/или мешовитих шума и отворени терени попут степских пашњака, ливада у долинама река и пољопривредних предела ниског интензитета обраде.

## Биологија
Најмањи орао, становник очуваних комплекса шума уз отворене терене у степским, медитеранским и субмедитеранским поднебљима. Када лови, подиже се на висину до 200 - 300 метара изнад земље. Храни се различитим мањим сисарима, птицама и гмизавцима. Гнезди се на дрвећу, од маја до краја јула/августа. Прве јединке се након зимовања појављују у Србији током априла. Одлазе током септембра и октобра. Обично се селе појединачно или у паровима, ретко у групама више од пет јединки, такође клоне се других грабљивица током сеобе.

## Угроженост
Поред уништавања станишта, прогањање од стране људи изазива пад бројности популација у појединим деловима Европе, док је у Украјини један од водећих фактора угрожавања дефорестација. Пожари, изградња акумулација и урбанизација узрокују губитак подручја на којима се гнезди и лови. Акумулирање органохлорних пестицида у организму ове врсте може утицати на репродуктивни успех што је у прошлости сматрано одговорним за пад бројности у југоисточној Шпанији. Посебно је рањив на изградњу ветропаркова.

## Патуљасти орао у Србији
У Срему је почетком 19. века био међу најређим врстама, иако је бележен на Фрушкој гори и у Посавини. Касније током 19. века је посматран и у околини Ковиља, Футога, Черевића и Нештина, док је за подручје Неготинске крајине окарактерисан као најчешћа врста орла. До средине 20. века бројност је опала, врста је сматрана ретком гнездарицом претежно листопадних шума. Данас је ретка и малобројна гнездарица Србије распрострањена у побрђу и брдско-планинским пределима јужно од Саве и Дунава, док је у Војводини присутан у југоисточном Банату, Срему и На Фрушкој гори. Процењује се да је популација била у опадању последњих неколико деценија, али да се бројност стабилизовала током последњих година и да броји између 16 и 26 гнездећих парова. Према Црвеној књизи фауне Србије III - Птице, гнездећа популација ове врсте је угрожена.
Фактори угрожавања у Србији:
- шумарски радови у стаништима у којима се гнезди; сеча старих аутохтоних састојина, садња хибридног и/или алохтоног дрвећа
- узнемиравање на гнездилиштима од стране шумарских радника и излетника
- пожари
- изградња ветропаркова и далековода
- зарастање отворених станишта услед напуштања екстензивног сточарства
- прогањање од стране голубара и ловаца
- употреба хемијских препарата у шумарству и пољопривреди